# 山口幸夫
山口 幸夫（やまぐち ゆきお、1937年 - ）は、特定非営利活動法人原子力資料情報室の共同代表。

## 概要
新潟県十日町市出身。1965年に東京大学数物系大学院博士課程（物性物理学専攻、工学博士）修了。
1968年に東京大学工学部（物理工学科）講師となる。
ベトナム反戦運動をしていた「ただの市民が戦車を止める会」(神奈川県相模原市の「戦車闘争」(1972年)の時に結成)の会員らと有機農法の作物の共同購入をするなど、三里塚闘争への支援も行っている。
成田空港問題シンポジウムを主催した隅谷調査団に河宮信郎を推挙したが、シンポジウム後は闘争の幕引きを図る動きに反発し、地球的課題の実験村と行動を共にした。現在は一般社団法人三里塚大地共有運動の会代表理事を務める。
ノースウェスタン大学研究員、東京大学工学部講師を経て、1998年より原子力資料情報室の共同代表となる。

## 著書
- 『理科がおもしろくなる12話』（岩波書店〈岩波ジュニア新書〉、2001年）ISBN　978-4-00-500379-2
- 『エントロピーと地球環境』（七つ森書館、2001年）ISBN　978-4-8228-0147-2
- （最首悟・盛口襄共編）『理科を変える、学校が変わる：総合学習の創造 ハードパスからソフトパスへ』（七つ森書館、2001年）ISBN　978-4-8228-0150-2
- （高草木光一編）『〈連続講義〉一九六〇年代 未来へつづく思想』最首悟・原田正純ほか共著（岩波書店、2011年）ISBN　978-4-00-023699-7
- 『ハンドブック 原発事故と放射能』（岩波ジュニア新書、2012年）ISBN　978-4-00-500727-1
- （黒田光太郎・井野博満共編）『福島原発で何が起きたか：安全神話の崩壊』（岩波書店、2012年）ISBN　978-4-00-024677-4
- （新潟県平和運動センター編）『なして、原発?!―新潟発・脱原発への指針』（現代書館、2014年）ISBN　978-4-7684-5717-7
- 『福島第一原発の「汚染水問題」は止まらない』（クレヨンハウス〈わが子からはじまるクレヨンハウス・ブックレット〉、2014年）ISBN　978-4-86101-268-6
- （高草木光一編）『ベ平連と市民運動の現在（いま）：吉川勇一が遺したもの』高橋武智・吉岡忍共著（花伝社、2016年）ISBN　978-4-7634-0772-6

## 映画出演
- 戦車闘争 (映画) - （2020年12月公開 ドキュメンタリー映画[8]）